# 杜卡迪車隊
杜卡迪車隊是杜卡迪旗下專門參加摩托車比賽的車隊。1951年起，杜卡迪就參加摩托車比賽。 杜卡迪車隊的賽事用車均為杜卡迪自己研發的。